# Antiphrisson minor
Antiphrisson minor is een vliegensoort uit de familie van de roofvliegen (Asilidae). De wetenschappelijke naam van de soort is voor het eerst geldig gepubliceerd in 1970 door Pavel Lehr.